# Branchie (film)
Branchie è un film del 1999 diretto da Francesco Ranieri Martinotti, liberamente tratto dal romanzo Branchie di Niccolò Ammaniti.

## Trama
Marco è un ragazzo appassionato di pesci, malato terminale ha deciso di non curarsi. Ha una madre ossessiva di nome Eugenia dedita alla chirurgia estetica. Un giorno riceve una lettera proveniente dall'India. Il mittente è una tale Margaret Damien, che invita Marco a venire in India a costruire "l'acquario più grande dell'India".
Marco si reca in India, ma sull'aereo viene sequestrato da dei misteriosi santoni. Riesce a scappare provocando un incidente del pullman in cui viaggiavano e viene curato. Si reca alla casa di Margaret ma scopre che la signora è morta 10 anni prima e non può avere scritto la lettera. Inizia a suonare il didgeridoo in un gruppo di ragazzi di diverse nazionalità e inizia una relazione con la componente femminile, una ragazza di nome Livia. Dopo una serata svolta al palazzo di Wall Oberton dove il gruppo viene ingaggiato, uno dei più potenti industriali indiani, Marco conosce Mila, la figlia del magnate.
Dopo essere stato drogato con un potente afrodisiaco da Mila durante un appuntamento, Marco rimane stordito e si risveglia in un ospedale in cui riposano bambini che però stando alle cartelle cliniche hanno dai 50 ai 70 anni. 
Compare nello stesso ospedale anche sua madre, con connotati completamente diversi grazie a pezzi e organi di indiani uccisi per l'occasione, che gli rivela di essere la mandante dei santoni nonché la scrittrice della lettera: il suo obiettivo era portare con l'inganno Marco in India per costringerlo ad operarsi sostituendogli i polmoni con quelli di un indiano sano. Marco tuttavia riesce a liberarsi prima dell'operazione e riesce a fuggire dalla morsa dei santoni grazie anche all'aiuto di Livia, Sarwar, Gogo ed Olivier. 
Liberano inoltre i bambini indiani imprigionati destinati alla catena di montaggio per costruire i corpi perfetti dei ricchi occidentali. 
Tempo dopo, Marco si fa operare facendosi levare la metastasi dai polmoni e impiantare delle branchie intorno alla testa che gli permettono di respirare sott'acqua. 